# ابراهیم پورداوود
ابراهیم پورداوود (۲۰ بهمن ۱۲۶۴ – ۲۶ آبان ۱۳۴۷) ایران‌شناس معاصر، نخستین اوستاشناس و استاد فرهنگ ایران باستان و زبان اوستایی در دانشگاه تهران بود.

## زندگی

### آغاز
ابراهیم پورداوود در ۲۰ بهمن ۱۲۶۴ در محلهٔ سبزه‌میدان در رشت در خانواده‌ای مَلّاک و بازرگان زاده شد. نام پدرش داوود بود. او در پنج یا شش سالگی به مکتب میرزا محمدعلی رفت که محل آن اکنون آرامگاه پدر و برادران و خود او است. سپس تحصیلات مقدماتی فارسی و عربی را در مدرسه حاجی حسن رشت به مدیریت سید عبدالرحیم خلخالی انجام داد. او زمانی که در مدرسهٔ حاجی‌میرزاحسن در سلک طلاب درس می‌آموخت به مرثیه‌گویی پرداخت و دوستانش به وی تخلص «لسان» دادند.

### کوچ به تهران
ابراهیم پورداوود در سال ۱۲۸۴ در ۲۰ سالگی به همراه برادر و استادش عبدالرحیم خلخالی به تهران رفت و به آموختن طب سنتی پرداخت و از محضر محمدحسین‌خان سلطان‌الفلاسفه بهره برد. او در تهران با جوانی به نام محمدتقی پسیان آشنا شد و به همراه شمار دیگری از مشروطه‌خواهان، گروهی به نام «احرار» پدید آورد. آنها آرمان سرفرازی مردم و برپایی قانون را در سر می‌پروراندند.

### مهاجرت به فرانسه
ابراهیم پورداوود در سال ۱۲۸۷ از راه قم، سلطان‌آباد (اراک امروزی)، کرمانشاه، بغداد و حلب به لبنان رفت. در بیروت در مدرسهٔ لوئیک به فراگرفتن زبان و ادبیات فرانسه پرداخت. او در همانجا نام پورداوود را بر خود نهاد (برادرانش نام‌های داوودزاده و داوودی را برگزیدند). پس از دو سال و نیم اقامت در بیروت برای دیدار خانواده به رشت بازگشت و پس از مدتی در شهریور ۱۲۸۹ راهی فرانسه شد. در همان‌جا بود که با سید محمدعلی جمالزاده آشنا شد. سپس به ایران بازگشت و پس از اقامتی کوتاه در رشت، در رمضان همان سال، از راه باکو و وین به فرانسه رهسپار شد و نخست در دبیرستان شهر بووه نام‌نویسی و خود را برای ورود به دانشکده حقوق آماده کرد، آنگاه در رشته حقوق دانشگاه پاریس به تحصیل پرداخت و از محضر درس شارل ژید و پلانول استفاده کرد.

### جنگ جهانی اول
ابراهیم پورداوود در جمادی‌الاول ۱۳۳۲ قمری با یاری محمد قزوینی نشریه ایرانشهر را منتشر کرد که در شعبان همان سال، پس از نشر سه شماره آن و آغاز جنگ جهانی اول تعطیل شد. او شش ماه نخست از دوره جنگ را در پاریس به سر برد. ولی بر اثر شور جوانی و میهن‌دوستی و تبلیغات آلمانی بر آن شد که پاریس را ترک کند. او به همراه جوانان پرشور دیگری همچون جمال‌زاده، کاظم‌زاده ایران‌شهر، وحیدالملک شیبانی، محمد قزوینی، حسن تقی‌زاده و شماری دیگر کمیته ملیون ایرانی را برپا کردند و برای رهایی ایران از اشغالگری روس‌ها و انگلیسی‌ها دست به کوشش‌های بسیار زدند. تا جاییکه پورداوود به همراه جمال‌زاده به بغداد و سپس کرمانشاه رفت تا عشایر و مردم بومی باختر ایران را به پایداری در برابر روس‌ها و انگلیسی‌ها برانگیزد.
ابراهیم پورداوود در ۱۳۳۳ به بغداد رفت و در ۲۹ رمضان همان سال تا ۲۹ جمادی‌الاولای سال بعد به یاری محمدعلی جمال‌زاده روزنامه رستخیز را منتشر کرد. با پیشروی انگلیسی‌ها و تسخیر کوت‌العماره، پورداوود راهی کرمانشاه شد و چند ماهی آنجا ماند؛ و چون آن شهر به دست روسها افتاد، شبانه به قصر شیرین رفت و به بغداد بازگشت. در آن هنگام ترکان عثمانی از انتشار رستخیز جلوگیری کردند. ناگزیر وی از آنجا به حلب و سپس به استانبول رفت و چون در آنجا از خروج او ممانعت کردند پس از مدتی به قصد اقامت در سوئیس، از راه بالکان به برلین رفت. آلمانی‌ها نیز از خروج وی از کشورشان ممانعت کردند و او تا پایان جنگ جهانی اول و مدتی پس از آن در آنجا ماند. در آن زمان، آلمان‌ها پشتیبان کمیته ملّیون ایران بودند و کمک‌های مالی آنها دنباله کوشش‌های پورداوود و یارانش را شدنی می‌ساخت.

### زندگی در آلمان
پورداوود در سال‌های پس از جنگ، همکاری با آلمان‌ها را کاری ناروا برشمرد و آن اندازه دلیری در خود دید که لغزش‌های گذشته را در همراهی با سیاست آلمان‌ها نادرست بداند. اما او و دیگر جوانان کمیته ملّیون ایران برای آگاهی‌بخشی به ایرانیان و برانگیختن آنان برای نگاهبانی از مرزهای ایران، راهی جز دست یاری بردن به‌سوی آلمان‌ها نداشتند. به‌ویژه آنکه آلمانی‌ها به‌دوراز آزمندی و خوی استعماری روس‌ها و انگلیسی‌ها بودند. ابراهیم پورداوود در سال ۱۲۹۵ در دانشگاه برلین و سپس در دانشکدهٔ ارلانگن به ادامهٔ تحصیل در رشتهٔ حقوق پرداخت. در آنجا با سید حسن تقی‌زاده آشنا شد و در نشر مجلهٔ کاوه با او همکاری کرد. همکاری با تقی‌زاده و نیز با محمد قزوینی و آشنایی با خاورشناسان آلمانی از جمله یوزف مارکوارت تأثیری ژرف بر اندیشهٔ او نهاد و او را بیش از پیش به تحصیل و پژوهش دربارهٔ ایران باستان علاقه‌مند ساخت. او در شهریور ۱۲۹۹ با دختر یک دندان‌پزشک آلمانی ازدواج کرد و در تیر ۱۳۰۱ یگانه فرزند آنها به نام پوراندخت زاده شد.

### ارتباط با پارسیان هند
ابراهیم پورداوود در سال ۱۳۰۳ به همراه خانواده به ایران بازگشت. در مهر ۱۳۰۴ به دعوت پارسیان هند به هندوستان رفت و دو سال و نیم در آنجا ماند و به انتشار بخشی از ادبیات مزدیسنا و گزارش اوستا پرداخت و چند سخنرانی دربارهٔ تمدن ایران باستان از جمله شرح آتش بهرام، پیشوایان دین مزدیسنا، گاه‌شمار و فرق دین مزدیسنا، زبان فارسی، فروردین، دروغ، و ایران قدیم و نو ایراد کرد.
ابراهیم پورداوود در ۱۳۱۱ به دنبال درخواست رابیندرانات تاگور از سوی دولت ایران برای تدریس فرهنگ ایران باستان به هند رفت و در دانشگاه ویسوبهارتی به تدریس پرداخت. او در ۱۳۱۲ در هفتمین کنگرهٔ شرقی هند در گروه اوستاشناسی عضویت یافت و ریاست شعبهٔ عربی - پارسی را نیز به عهده داشت و خطابه‌ای با عنوان «مراجعاتی چند دربارهٔ بودا در ادبیات و تاریخ ایران» به زبان انگلیسی ایراد کرد. زرتشتیان هند بسیار به او ارادت داشتند. تا جایی که به هنگام مراسم مذهبی مزدیسنا که به آن یزشن می‌گویند و بجز زرتشتیان فرد دیگری را به آن مراسم راه نمی‌دهند، از پورداوود دعوت کردند. او پس از خاورشناس آمریکایی، جکسن، خاورشناس آلمانی هاوگ، و خاورشناس زن فرانسوی منان، چهارمین غیر زرتشتی بود که تا آن روز به چنان مراسمی دعوت می‌شد.

### بازگشت به ایران
ابراهیم پورداوود در سال ۱۳۱۲ از بمبئی به آلمان رفت و به ادامه کار ترجمه و گزارش اوستا پرداخت. سرانجام در ۱۳۱۶ به ایران بازگشت و در دانشکدهٔ حقوق و دانشکدهٔ ادبیات دانشگاه تهران به تدریس پرداخت. او در سال ۱۳۱۷ عضو پیوسته فرهنگستان ایران شد. به مناسبت شصتمین سال تولد پورداوود، مجلس جشن باشکوهی در تالار اجتماعات دانشسرای عالی تهران با حضور استادان و دانشمندان و دانشجویان و شخصیت‌های کشور برپا شد و به همین مناسبت در ۱۶ مهر ۱۳۲۵ یادنامه‌ای در دو مجلد، یکی به فارسی با مقاله‌ای مفصل از محمد معین دربارهٔ پورداوود و دیگری حاوی مقالات خاورشناسان به زبان‌های بیگانه تدوین و طبع شد.
پورداوود به سبب جایگاه علمی به عنوان نمایندهٔ دانشگاه تهران به بسیاری از کنگره‌های فرهنگی و ادبی دعوت می‌شد و از اعضای اصلی بسیاری از انجمن‌ها و مؤسسه‌های ادبی و فرهنگی بود و به احترام وی محافل بزرگداشت بسیاری برگزار می‌شدند. وی برای ۴ سال ریاست انجمن روابط فرهنگی ایران و آلمان را برعهده داشت و از اعضای شورای فرهنگی سلطنتی ایران و نیز از اعضای هیئت امنای کتابخانهٔ بزرگ پهلوی بود. در ۶ مهر ۱۳۲۴ پورداوود انجمن ایران‌شناسی را دایر کرد که تنها انجمن غیردولتی آن زمان بود. پورداوود در ۱۳۳۹ به عنوان رئیس هیئت نمایندگی ایران به همراه استادانی چون سعید نفیسی، محمد معین و مجتبی مینوی در بیست و پنجمین کنگرهٔ خاورشناسان که در مسکو تشکیل شده بود شرکت جُست و از آنجا به فنلاند، سوئد و هلند سفر کرد.

### بازنشستگی و درگذشت

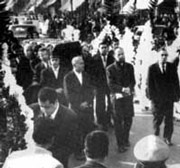
خاکسپاری پورداوود

پورداوود در سال ۱۳۴۲ از دانشگاه تهران بازنشسته شد و در سال ۱۳۴۶ عنوان استاد ممتاز دانشگاه را بدست آورد. او از زمان بازنشستگی به بعد، اوقات خود را به مطالعه و پژوهش گذراند و کمتر در مجامع دیده شد و سرانجام در بامداد ۲۶ آبان ۱۳۴۷ درگذشت. پیکر وی با تشریفات بسیار در رشت، در آرامگاه خانوادگی خود به خاک سپرده شد. پس از درگذشت وی مجالس بزرگداشت و یادبود بسیاری در کشورهای آلمان، هند، پاکستان، فرانسه و در شهرهای مختلف ایران از جمله در تهران، رشت، شیراز، اصفهان و کرمان برگزار شد و بزرگان علم و ادب از دانش، بزرگواری، خدمات علمی و تلاش‌های این دانشمند در شناساندن فرهنگ ایران باستان تجلیل کردند.
در ۲۳ اردیبهشت ۱۳۵۵ پوراندخت پورداوود تنها فرزند پورداوود و همسر آلمانی‌اش گفت‌وگویی را با روزنامه اطلاعات انجام داد و دربارهٔ پدر خود گفت: «پدرم به‌عنوان یک ایران‌شناس، همیشه در کار غوطه‌ور بود و خانه ما مجمعی برای دانش‌پژوهان و دانشجویانی بود که در مکتب او به سوادآموزی مشغول بودند، حتی انجمن ایران‌شناسی در منزل ما تشکیل می‌شد، اما گرفتاری‌های شغلی پدرم باعث دوری وی از خانواده نمی‌شد. پدرم به‌هیچ‌وجه اهل ریا و تزویر نبود و در برخورد با افراد، به مقام آنها نمی‌اندیشید. مادرم همیشه می‌گفت: پدر، اول از همه عاشق ایران باستان و کارش است و بعد عاشق تو، سپس کتاب‌هایش و در آخر مرا دوست دارد. او یک قصه گوی توانا بود و همیشه برای من قصه می‌گفت، قصه‌هایی که خودش می‌ساخت و تنها پندی که همیشه به من می‌داد تکرار شعار پندار نیک، گفتار نیک، کردار نیک بود. بیشتر وقت پدرم به مطالعه و بحث می‌گذشت. هندوستان را به دلیل آثار باستانی‌اش بسیار دوست می‌داشت. از افتخارات پدرم دریافت جایزه تاگور بود. همچنین جایزه‌ای که از واتیکان و نشانی که از دولت آلمان به پاس مقام ادبی خود دریافت کرده بود.»

## پیرامون روش کار و اثرگذاری او

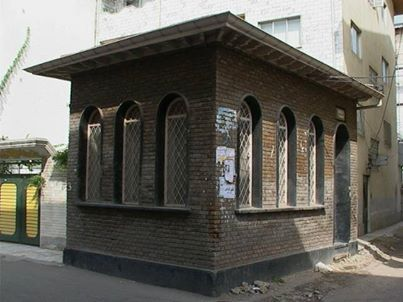
آرامگاه ابراهیم پورداوود در سبزه‌میدان (رشت)

پورداوود را بنیادگذار ایران‌شناسی در سرزمین ایران و زنده‌کنندهٔ فرهنگ و زبان‌های ایران باستان دانسته‌اند. وی از کودکی به دانستن اوضاع ایران قدیم علاقه‌مند بود و چون به سن رشد رسید، مطالعهٔ کتاب‌هایی را که راجع به ایران باستان بود، بر مطالعهٔ کتاب‌های دیگر ترجیح داد. به‌ویژه کتاب‌های مربوط به دین زردشتی بیش از همه توجه او را به خود جلب کرد و سال‌های دراز در این‌باره به پژوهش پرداخت (پورداود، مقدمه بر یشت‌ها، ۱۱–۱۲) و با آگاهی وسیعی که از زبان‌های فرانسه، آلمانی، انگلیسی، عربی و ترکی و دیگر زبان‌های کهن داشت، همه کتاب‌های مربوط به ایران قدیم را - که به زبان‌های گوناگون نوشته شده بود - در کتابخانهٔ شخصی گرد آورد. وی تا آخرین دقایق حیات سرگرم مطالعه و بررسی بود و در این راه از مباحثه و مکاتبه با دانشمندان بزرگ ایران‌شناسی جهان غرب از جمله یوزف مارکوارت، مان، مارتین هارتمان، فرانک، هانس هاینریش شدر، براون، اویگن میتووخ، ولادیمیر مینورسکی، فریتز ولف و ادگار بلوشه دریغ نمی‌کرد. بر اثر کوشش‌های پیگیر او ایرانیان می‌توانند اوستا را به زبان فارسی سادهٔ امروزی بخوانند و از اوضاع و رسوم و اخلاق و مواعظ و حِکم، معتقدات دینی، روایت‌های تاریخی و اساطیری نیاکان خود آگاه شوند. خدمت بزرگ او دربارهٔ تفسیر اوستا به خدماتی تشبیه شده‌است که هوگو گروته و هنری راولینسون در سده ۱۹ (میلادی) نسبت به کشف الفبای میخی کردند و جهان را از تاریخ قوم آریایی و ایران هخامنشی آگاه ساختند.
ترجمه و گزارش اوستا برجسته‌ترین اثر پورداوود به‌شمار می‌رود. با در نظر گرفتن سیاق عبارت‌های اوستایی و دور بودن آن‌ها از شیوهٔ زبان فارسی امروز و نیز با توجه به متن مشکل و پر از ابهام اوستای نخستین، اهمیت کار پورداوود روشن می‌شود. او می‌کوشید ترجمه‌ای روان از اوستا به دست دهد و بدون آنکه از حدود قواعد زبان فارسی دور شود، با استفاده از واژه‌های کهن، ترکیباتی رسا و خوش‌آهنگ پدید آورد. امتیاز دیگر کار او مقدمه و توضیحاتی است که برای هر یک از بخش‌های اوستا نگاشته‌است. این مجموعه علاوه بر تفسیر و ترجمه، لغت‌نامهٔ بزرگی در ریشه‌شناسی واژه‌های ایرانی نیز هست و از بهترین مآخذ برای پی بردن به فرهنگ ایران باستان به‌شمار می‌آید.
پورداوود در پژوهش‌های خود روش دانشمندان آلمانی را به کار می‌بست. او به خصوص از نظر نشان دادن مراجع متعدد و حواشی بسیار، تحت تأثیر آنان بود و نزد ایران‌شناسان جهان مقامی والا داشت. او به سبب احاطه کامل به زبان‌های آلمانی و فرانسوی و دانستن زبان‌های عربی و انگلیسی و در پیروی از روش پژوهش اروپاییان در میان معاصران خود کم‌نظیر بود. دقت وسواس‌گونه در ذکر منابع، به کار بردن جمله‌های کوتاه و کامل، پرهیز از تصنع، سادگی، گنجاندن معانی بسیار در عبارت‌های مختصر، دوری از تکرار و پرهیز از اطناب از ویژگی‌های مهم وی در کار تألیف و ترجمه به‌شمار می‌آیند. پورداوود از واژه‌سازی‌های نابهنجار و نامربوط پرهیز می‌کرد و اصراری در به کار بردن الفاظ عربی نداشت و آن‌ها را ساخته ایرانیان و جزو گنجینه زبان فارسی می‌دانست. پافشاری او در پارسی‌گویی در نظر برخی رنگ‌وبوی تعصب داشت و می‌پنداشتند با زبان عربی دشمنی دارد. پورداوود در طول سال‌ها استادی خود، شاگردان فراوانی تربیت کرد که هریک خود معلمان و پژوهشگران نامدار در عرصهٔ ادب و فرهنگ ایران شمرده می‌شوند و از آن میان محمد معین، محمد مقدم، بهرام فره‌وشی، احسان یارشاطر و جلیل دوست‌خواه بیش از دیگران شناخته‌شده هستند.

## مرکز ایران‌شناسی پورداوود
کوشایی ستایش‌برانگیز پورداوود برای برگردان اوستا به زبان فارسی و آشنایی دیگربار ایرانیان با این کتاب مِینویی، در نوشته‌های بسیاری آمده‌است. او در این راه دشوار دست به کوششی زد که به‌راستی شگفت‌انگیز است. ازاین‌رو در سال ۲۰۱۶ میلادی مرکز ایران‌شناسی دانشگاه کالیفرنیا، لس آنجلس با کمک خانواده پورداوود «مرکز ایران‌شناسی پورداوود» را بنیاد گذاشت و در آوریل همان سال جشنی به بهانه بنیاد نهادن آن مرکز پژوهشی و دانشگاهی برپا کرد. سرپرستی مرکز ایران‌شناسی پورداوود را دکتر رحیم شایگان بر دوش دارد.

## آثار

### بخش‌های مختلف مجموعهٔ گزارش اوستا
- گات‌ها (بمبئی، ۱۳۰۵)، نخستین بخش از اوستا است که جزو مجموعهٔ یسنا به‌شمار می‌آید. آن را انجمن زرتشتیان ایرانی بمبئی و ایران لیگ چاپ کرده، و به دستیاری دینشاه ایرانی به دو زبان پارسی و انگلیسی فراهم آمده‌است.
- یشت‌ها (بمبئی، ۱۳۰۷)، بخش نخستین مجموعهٔ یسنا است و دیباچهٔ آن به دستیاری دینشاه ایرانی به انگلیسی ترجمه شده‌است.
- یشت‌ها (بمبئی، ۱۳۱۰)، بخش دوم از مجموعهٔ یشت‌ها است.
- خرده‌اوستا (بمبئی، ۱۳۱۰)، گزارش و ترجمهٔ آخرین بخش اوستا است.
- یسنا (بمبئی، ۱۳۱۲)، بخش نخست.
- یسنا (تهران، ۱۳۳۷)، بخش دوم مجموعهٔ یسناست و گفتارهایی دربارهٔ موضوعات تاریخی را نیز در بر می‌گیرد.
- گات‌ها (بمبئی، ۱۳۲۹)، دومین گزارش بخش نخست است.
- یادداشت‌های گات‌ها (تهران، ۱۳۳۶)، توضیحاتی دربارهٔ واژه‌های اوستایی این بخش است.
- ویسپرد (تهران، ۱۳۴۳)، بخش دیگری از کتاب اوستاست که به کوشش بهرام فره‌وشی چاپ شده‌است.
- وندیداد، که جزو آثار منتشرنشدهٔ او است.

### آثار منثور و تحقیقات ادبی
- ایرانشاه (بمبئی، ۱۳۰۴)، در شرح مهاجرت زرتشتیان ایران به هند.
- خرمشاه (بمبئی، ۱۳۰۵)، بخشی از سخنرانی‌های پورداوود دربارهٔ آیین و کارنامهٔ زبان باستان ایرادشده در هند.
- گفت‌وشنود پارسی (بمبئی، ۱۳۱۲)، کتاب درسی برای آموختن زبان پارسی به هندوها.
- سوشیانس (بمبئی، ۱۳۰۶)، رسالهٔ کوچکی که در آغاز به شکل سخنرانی ایراد شده بود.
- فرهنگ ایران باستان (تهران، ۱۳۲۶)، گفتارهایی دربارهٔ فرهنگ ایران باستان و برخی واژه‌های ایرانی.
- هرمزدنامه (تهران، ۱۳۳۱)، دربارهٔ گیاهان خوراکی و دارویی و نیز واژه‌شناسی.
- آناهیتا یا پنجاه گفتار (تهران، ۱۳۴۳)، شامل مقاله‌هایی دربارهٔ تاریخ و تمدن و زبان ایرانیان.
- خوزستان ما (تهران، ۱۳۴۳)، رسالهٔ کوچکی دربارهٔ سرزمین ایلام و اقوام خوز که از اسناد مهم تاریخ خوزستان است.
- بیژن و منیژه (تهران، ۱۳۴۴)، گزیده‌ای از شاهنامهٔ فردوسی همراه با پیش‌گفتاری دربارهٔ فردوسی، دقیقی و شاهنامه.
- فریدون (تهران، ۱۳۴۶)، گزیده‌ای از شاهنامهٔ فردوسی با توضیحات و حواشی از پورداوود.
- زین ابزار (تهران، ۱۳۴۷)، تاریخچه‌ای از سلاح‌های کهن ایرانی.
- ترجمهٔ کیمیای سعادت امام محمد غزالی.

## شعرها
پورداوود از همان آغاز مکتب به سوی شاعری کشش داشت. در هنگام کودکی او نوحه‌سرایی رواج داشت و او هم نخستین شعرهایش را در قالب مرثیه سرود. در رشت در زمان سوگواری دسته‌های سینه‌زنی شعرهایش را می‌خواندند.
- پوراندخت‌نامه (دیوان اشعار شامل قصاید، غزلیات، مسمط‌ها و ترجیع بندها) (۱۳۰۶، انتشارات انجمن زرتشتیان ایرانی، بمبئی)
- یزدگرد شهریار (منظومه‌ای به یادبود جشن هزاره فردوسی شامل ۱۹۷ بیت سروده شده در ۱۳۰۷ در بمبئی)
- یکی از سروده‌های پور داوود، سرود مزدیسنا نام دارد که در مهر ۱۳۱۰ سروده شده و اولین بار با صدای جواد بدیع‌زاده خوانده شده‌است و همچنان در آموزشگاه‌های زرتشتیان در هند و ایران همخوانی می‌شود.[۶] بیت‌های آغازین این سرود چنین است:

| بامداد شد بانگ زد خروس   |  | از سرای شه برزدند کوس     |
| چرخ شست نک روی آبنوس     |  | موبدا تو هم خیز و روی شو  |
| خوان اشم وهو، گو یتا آهو |  | گو یتا آهو، خوان اشم وهو… |

- چکامه‌ای در گزارش گات‌ها، سروده فروردین ۱۳۱۶ در برلین
- دو چکامه و دو غزل که ادوارد براون در هنگام نام بردن از پورداوود در کتاب خود تاریخ ادبیات در سال ۱۹۱۳ بازگو می‌کند.
- قطعهٔ کشاورز، سروده ۱۹۱۴ در پاریس با مطلع:

| چرا ای کشاورز ای رنجبر      |  | شده رنج کار تو بی برگ و بر |
| تو را نیست جز کهنه کاشانه‌ای |  | فروریخته واژگون خانه‌ای…    |

- شعرهای پراکنده‌ای از او در کتاب‌های دیگران یاد شده‌است.

## بازنشر آثار
آثار ادبی ابراهیم پورداوود توسط برخی از سازمان‌ها و مراکز در ایران بازنشر شده‌است:
- بازنشر اثر ابراهیم پورداوود در سایت مؤسسه فرهنگی و اطلاع‌رسانی تبیان[۷]
- بازنشر اثر ابراهیم پورداوود در سایت مرکز دائرةالمعارف بزرگ اسلامی[۸]

## عقاید

### مذهب
پورداوود دوستدارِ ایران و تاریخ کهن آن بود و همهٔ زندگی علمی او در همین جهت بود. هنگامی که از او در مورد دین و مذهبش می‌پرسیدند می‌گفت: «اگر پرسی ز کیش پورداوود/جوان پارسی ایران پرستد». با این وجود، او در خانواده‌ای مسلمان به دنیا آمده‌بود، هیچگاه تغییر مذهب نداد و در آلمان به شیوهٔ اسلامی ازدواج کرد. بعدها پیشنهاد اختصاص زمینی برای آرامگاهش توسط زرتشتیان را رد کرد و سرانجام در رشت به شیوهٔ اسلامی دفن شد.

### دیدگاه سیاسی و اندیشه
پورداوود ملّی‌گرا و میهن‌پرست بود. او همچنین ضدّ پادشاهی قاجار بود و چون برخی دیگر از ایرانیان آن پادشاهی را بیگانه می‌دانست. چنان که در پوراندخت‌نامه در شعر «اندر سپری شدن روزگاری شهریاری آل قاجار» چنین سرود:
| از پیک نوید آمد هان گوش فرادار   |  | کاحمد شهِ ایران شد از تخت نگونسار |
| اورنگ شهی پاک شد از دیو تبهکار   |  | وز راهزن و ترکمن دودهٔ قاجار      |
| زین مژده به درگاه خداوند سپاس آر |  | کز خجلت آن ننگ برستیم دگربار…    |

پورداوود در سال‌هایی که با سخت‌کوشی بسیار سرگرم انجام پژوهش‌های بنیادین و گسترده خود بود و دریچه‌ای نو بر روی ایرانیان گشود تا پیشینه دیرینه خود را بهتر بشناسند، از زخم‌زبان‌ها در امان نبود. زمانی که او در سال ۱۳۴۴ دو داستان از شاهنامه را به خواست شرکت نفت ایران چاپ کرد. جلال آل‌احمد به‌سختی بر او تاخت و پورداوود را به تعصب نژادی و فرهنگی متهم کرد. درحالیکه آل‌احمد شاگرد پورداوود در دانشکده ادبیات دانشگاه تهران بود و از دانش استادش نکته‌ها آموخته بود.